# Peter Palčič
Peter Palčič, slovenski častnik, * 28. april 1952
podpolkovnik

## Vojaška kariera
- pomočnik za logistiko 530.UC                 1992/93
- namestnik poveljnika 530.UC                  1993/94
- poveljnik 530.UC                             1994/96
- poveljnik bataljona 3/52                     1997/98
- samostojni pomočnik za oborožitev v J-4/GŠSV 1998/01
- načelnik OVzdr/J-4/GŠSV                      2001/02
- načelnik S-4/Poveljstvo za podporo           2002/05
- poveljnik SIKON 4 ISAF                       2005/06
- pomočnik za logistične zadeve J-4/GŠSV       2006/08

## Odlikovanja in priznanja:
- bronasti znak 530.UC                         1994
- zlati znak 530.UC                            1997
- zlati znak 5.PPSV                            1995
- bronasto priznanje NGŠ                       2003
- srebrno priznanje NGŠ                        2006
- medalja »v službi miru«                      2006
- medalja ISAF                                 2006
- bronasta medalja SV                          2000
- srebrna medalja SV                           1997
- zlata medalja SV                             2008
- bronasta medalja GM                          1994
- srebrna medalja GM                           2004